# Selva del Lamone e Monti di Castro
Selva del Lamone e Monti di Castro este o arie protejată (arie de protecție specială avifaunistică — SPA) din Italia întinsă pe o suprafață de 5.705 ha, integral pe uscat.

## Localizare
Centrul sitului Selva del Lamone e Monti di Castro este situat la coordonatele 42°31′56″N 11°39′23″E / 42.532279°N 11.656476°E.

## Înființare
Situl Selva del Lamone e Monti di Castro a fost declarat arie de protecție specială avifaunistică în octombrie 1999 pentru a proteja 1 specie de plante și 30 de specii de animale.

## Biodiversitate
Situată în ecoregiunea mediteraneană, aria protejată conține 11 habitate naturale: Păduri de Quercus ilex și Quercus rotundifolia, Pajiști carstice calcaroase sau bazofile, de Alysso-Sedion albi, Păduri de fag Asperulo-Fagetum, Păduri mixte riverane de Quercus robur, Ulmus laevis și Ulmus minor, Fraxinus excelsior sau Fraxinus angustifolia, de-a lungul marilor râuri (Ulmenion minoris), Iazuri temporare mediteraneene, Pseudostepă cu ierburi și specii anuale de Thero-Brachypodietea, Galerii de Salix alba și de Populus alba, Râuri mediteraneene cu debit permanent cu specii de Paspalo-Agrostidion și galerii riverane de Salix și de Populus alba, Ape puternic oligomezotrofe cu vegetație bentonică cu Chara spp., Cursuri de apă de la nivel de câmpie la nivel montan, cu vegetație Ranunculion fluitantis și Callitricho-Batrachion, Pajiști uscate seminaturale și facies de acoperire cu tufișuri pe substraturi calcaroase (Festuco-Brometalia) (* situri importante pentru orhidee).
La baza desemnării sitului se află mai multe specii protejate:
- plante (1): Himantoglossum adriaticum
- păsări (15): pescăruș albastru (Alcedo atthis), pasărea ogorului (Burhinus oedicnemus), ciocârlie-cu-degete-scurte (Calandrella brachydactyla), caprimulg (Caprimulgus europaeus),  prundaș gulerat mic (Charadrius dubius), șerpar (Circaetus gallicus), erete cenușiu (Circus pygargus), dumbrăveancă (Coracias garrulus), egretă mică (Egretta garzetta), sfrâncioc roșiatic (Lanius collurio), ciocârlie de pădure (Lullula arborea), ciocârlie de bărăgan (Melanocorypha calandra), gaia neagră (Milvus migrans), viespar (Pernis apivorus), fluierar de mlaștină (Tringa glareola)
- amfibieni (1): Triturus carnifex
- mamifere (7): lupul (Canis lupus), liliac cu aripi lungi (Miniopterus schreibersii), liliac cu picioare lungi (Myotis capaccinii), liliac comun (Myotis myotis), liliacul mediteranean cu potcoavă (Rhinolophus euryale), liliacul mare cu potcoavă (Rhinolophus ferrumequinum), liliacul mic cu potcoavă (Rhinolophus hipposideros)
- nevertebrate (1): Austropotamobius pallipes
- pești (3): Padogobius nigricans, Rutilus rubilio, Telestes muticellus
- reptile (3): șarpele cu patru dungi (Elaphe quatuorlineata), țestoasa de baltă (Emys orbicularis), țestoasă bănățeană (Testudo hermanni)

Pe lângă speciile protejate, pe teritoriul sitului au mai fost identificate 13 specii de plante, 2 specii de amfibieni, 5 specii de mamifere, 2 specii de reptile.